# Перший автор
Перший автор — перший у списку авторів академічної публікаціяї.
Підходи до формування списку авторів значно відрізняються в різних дисциплінах. У багатьох академічних дисциплінах, включаючи природничі науки, інформатику та електротехніку, першим автором наукової статті зазвичай є особа, яка проводила дослідження, писала та редагувала статтю. Співавтори, як правило, розташовані в порядку зменшення їхнього внеску у роботу, якій присвячена стаття. Іноді журнали вимагають, щоб у статті було чітко сказано про внесок кожного автора. Проте в інших дисциплінах (наприклад, математиці) автори зазвичай перераховуються в алфавітному порядку, а не за внеском.
За останні десятиліття кількість статей, написаних багатьма авторами, зросла, що відображає дедалі складніші дослідницькі проєкти за участю багатьох дослідників, а також культуру оцінювання академічної успішності «публікуйся або помри».